# مونوريل موسكو
قطار موسكو الأحادي (الروسية: Московский монорельс) ويبلغ 4.7-كيلومتر-long (2.9 ميل) خط المونوريل الموجود في منطقة أوكروج الإدارية الشمالية الشرقية لموسكو ، روسيا . ويمتد من تيميريازيفسكايا (خط سيربوخوفسكو-تيميريازيفسكايا) عبر محطتي مترو فونفيسينسكايا وفدنها إلى شارع سيرجيا آيزنشتاين. يضم خط المونوريل حاليًا ست محطات. بدأ التخطيط للقطار الأحادي في موسكو في عام 1998. كان هذا مشروعًا فريدًا من نوعه بالنسبة للشركات الروسية، التي لم تكن لديها خبرة سابقة في بناء القطارات الأحادية. أنفقت مدينة موسكو 6.335.510.000 روبل (حوالي 240 مليون دولار أمريكي) على بناء السكة المفردة.
في 20 نوفمبر 2004، تم افتتاح الخط الأحادي في "وضع الرحلة". في 10 يناير 2008، تم تغيير وضع تشغيل الخط الأحادي إلى "وضع النقل" مع خدمة قطارات أكثر تكرارًا. تم تخفيض أسعار التذاكر من 50 روبل (2.00 دولار) إلى 19 روبل (0.80 دولار)، وهو السعر القياسي للنقل السريع في موسكو في ذلك الوقت؛ اعتبارًا من عام 2012، لا تزال أسعار التذاكر مطابقة للسعر القياسي، ولكن لا يمكن استخدام تصاريح الرحلات المتعددة بين الأنظمة. في أبريل 2012، أعلن أحد مسؤولي النقل في موسكو أنه يعتقد أنه يجب إغلاق النظام وتفكيكه في المستقبل. ومع ذلك، في 3 أكتوبر 2012، قال نائب عمدة موسكو إن قطار موسكو الأحادي لن يتم إغلاقه بسبب نقص وسائل النقل العام والطرق السريعة المزدحمة للغاية في هذا الجزء بالذات من المدينة.
منذ 1 يناير 2013، أصبحت جميع تذاكر المترو صالحة للقطار الأحادي. التبادل من المترو إلى المونوريل وبالعكس مجاني لمدة 90 دقيقة بعد دخول المترو أو المونوريل.
يقوم مترو موسكو بتشغيل الخط الأحادي، والذي أصبح رسميًا في عام 2016 الخط 13 للشبكة.

## أنظر أيضاً
- قائمة أنظمة السكة المفردة
- الترام في موسكو